# Georg Cantor
Georg Ferdinand Ludwig Philip Cantor, född den 3 mars 1845 i Sankt Petersburg i Ryssland, död den 6 januari 1918 i Halle an der Saale, Kungariket Sachsen, Kejsardömet Tyskland, var en tysk matematiker. Han var avlägsen släkting till Moritz Cantor.
Cantors far var dansk och hans mor österrikiska. Han bedrev studier i Zürich, Berlin och Göttingen. Han innehade professuren i matematik vid universitetet i Halle från 1872 fram till sin död.
Cantor är mängdlärans och kontinuumhypotesen grundare. Han är bland annat känd för teorin om transfinita tal, Cantors sats och fraktalen Cantormängden. Han belönades 1904 med Sylvestermedaljen av Royal Society för sina upptäckter.
Cantor kallades 1902 till hedersdoktor vid universitetet i Kristiania i förbindelse med firandet av hundraårsdagen för Niels Henrik Abels födelse. Han var ledamot av Leopoldina och av Göttingens vetenskapsakademi.